# Cutler (Illinois)
Cutler és una població dels Estats Units a l'estat d'Illinois. Segons el cens del 2000 tenia 543 habitants.

## Demografia
Segons el cens del 2000, Cutler tenia 543 habitants, 199 habitatges, i 149 famílies. La densitat de població era de 446,1 habitants/km².
Dels 199 habitatges en un 38,2% hi vivien nens de menys de 18 anys, en un 58,3% hi vivien parelles casades, en un 12,1% dones solteres, i en un 25,1% no eren unitats familiars. En el 23,1% dels habitatges hi vivien persones soles el 10,6% de les quals corresponia a persones de 65 anys o més que vivien soles. El nombre mitjà de persones vivint en cada habitatge era de 2,73 i el nombre mitjà de persones que vivien en cada família era de 3,15.
Per edats la població es repartia de la següent manera: un 29,5% tenia menys de 18 anys, un 9,6% entre 18 i 24, un 27,4% entre 25 i 44, un 21,5% de 45 a 60 i un 12% 65 anys o més.
L'edat mediana era de 34 anys. Per cada 100 dones de 18 o més anys hi havia 87,7 homes.
La renda mediana per habitatge era de 30.417 $ i la renda mediana per família de 32.292 $. Els homes tenien una renda mediana de 30.938 $ mentre que les dones 20.417 $. La renda per capita de la població era de 13.678 $. Aproximadament el 22% de les famílies i el 29,2% de la població estaven per davall del llindar de pobresa.

## Poblacions més properes
El següent diagrama mostra les poblacions més properes.